# Gadeoriginalen
Gadeoriginalen er en dansk stumfilm fra 1911 produceret af Nordisk Films Kompagni og instrueret af August Blom.

## Handling
Denne artikel mangler et handlingsreferat. Hjælp os med at skrive det.

## Medvirkende
- Elith Pio - Povl, stud.med.
- Ella la Cour - Fru Krag, Povls tante
- Susanne Friis - Ellen, fru Krags datter
- Elna From - En fattig kone
- Emilie Sannom - Stella, varietédame
- Frederik Jacobsen - "Filosofen", en gammel tigger
- Julie Henriksen
- Erik Crone
- Otto Lagoni
- Lau Lauritzen Sr.
- Edmund Østerby
- Doris Langkilde
- Franz Skondrup